# Črmošnjice pri Stopičah
Črmošnjice pri Stopičah este o localitate din comuna Novo mesto, Slovenia, cu o populație de 355 de locuitori.